# Sábirísú
Sábirísú vagy Sabirésu (ékírásban 𒌷𒃻𒆜𒁍𒊑 URUŠA2.KASKAL.GID2.RI, vagy 𒌷𒊭𒇥𒋙 URUŠA2.PU2.ŠU2, vokalizálása bizonytalan, URUša2-bi-ri-i-šu2, vagy šabirēšû) ókori település. Első említései III. Tukulti-apil-ésarra idejéből származnak, az i. e. 8. századból. Hamarosan régiója – Kaššieri (KURka-ši-a-ri, ḪUR.SAGka-ši-ya-ra, ḪUR.SAGga-ši-ya-ar-ri) – közigazgatási központjává vált. Kutatástörténetében sokáig más helyen keresték, a mai Tur Abdin lokalizáció az egyik legújabb elképzelés, Karlheinz Kessler 1980-as feltevése. Stratégiai jelentősége miatt gyakran érte támadás Urartu részéről.
A névben az útkereszteződés piktogramjából létrejött 𒆜 vagy 𒆜 KASKAL-jel, a – többek közt – „hosszú utazás” jelentésű 𒁍 vagy 𒁍 GID2, valamint a „messzi, távoli” jelentésű 𒊑 vagy 𒊑 a távolsági kereskedelemben betöltött szerepére utalhat. A 𒊭𒇥𒋙 ŠA.PU2.ŠU2 változat szintén kereskedelmi lerakat jelentésű lehet. A messzeségre utaló jelzők arra mutatnak, hogy a név sokkal régebbi az első előfordulásnál, mivel az i. e. 8. században már sokkal távolabbi helyek számítottak egzotikusnak. A név kapcsolatban állhat Supria ország elnevezésével is, valamint a korábbi szubar törzsek nevével.
Az i. e. 7. század végén az Újasszír Birodalom bukásával, a Méd Birodalom és Újbabiloni Birodalom megalakulásával említései eltűnnek a forrásokból. A név azonban valószínűleg fennmaradt, mivel Supria helyén később Szóphéné néven jött létre hellenisztikus királyság.